# Ján Botto
Ján Botto, també conegut amb el seu pseudònim Janko Maginhradský (27 de gener de 1829, Vyšný Skálnik - 28 d'abril de 1881, Banská Bystrica) fou un poeta eslovac del romanticisme.

## Biografia
Ján Botto nasqué el 27 de gener de 1829 a Vyšný Skálnik, fill de Juraj i Katarína Botto. La seva mare morí quan Ján tenia tretze anys. Feu els estudis primaris en una escola luterana a Nižný Skálnik. Estudià llatí a Ožďany. Continuà els seus estudis al liceu evangèlic a Levoča, i finalment estudià topografia a Pest.
Fou el membre més jove del grup Štúrovci, deixebles de Ľudovít Štúr, exponents del romanticisme literari i del renaixement nacional eslovac, juntament amb Samo Chalupka, Andrej Sládkovič i Janko Kráľ. El seu poema al·legòric Smrť Jánošíkova (La mort de Jánošík) és l'obra eslovaca més reconeguda sobre el llegendari bandoler Juraj Jánošík.

## Obres

### Poemes al·legòrics
- Svetský víťaz, 1846
- Povesti slovenské, 1846
- Báj na Dunaji, 1846
- K mladosti, 1847
- Poklad Tatier
- Obraz Slovenska

### Balades
- Dva hroby
- Z vysokých javorov lístočky padajú
- Tajný šuhaj
- Práčka na Rimave
- Rimavín
- Žltá ľalia
- Ctibor
- Margita a Besná
- Lucijný stolček

### Poemes patriòtics
- Vojenské piesne
- Duma nad Dunajom
- K holubici
- Ohlas na „Hlas z Martina“, 6. lipeň
- Ku dňu 6. júna, 1861
- 4. august 1863
- Nad mohylou J. Kollára
- Dumka na blahú pamäť Sládkovičovu
- Nad hrobom Sládkovičovým pri sadení lipy
- K hodom Slávy
- 12. január 1870
- Vrahom
- Memorandum

### Composicions
- Pieseň Jánošíkova, 1846
- Krížne cesty, 1858
- Smrť Jánošíkova, 1862
- Alžbete Báthoryčke – manuscrit

### Altres
- Báj na Dunaji, 1846
- Báj Maginhradu
- Báj Turca
- Povesť bez konca
- Spevy Jána Bottu, 1880
- Ohlas ukrajinskej dumky
- Krakoviaky
- Pochod juhoslovanský
- Ohlas srbskej piesne
- Čachtická pani